# أروقة الأزهر
أروقة الأزهر اصطلاحا مجالس علمية تقام في أروقة الجامع الأزهر بالقاهرة. وكانت أماكن للإعاشة الكاملة «طعاما وإقامة وكسوة ومرتبات ومخصصات كثيرة وخدمات جليلة» تكريما وراحة لهؤلاء الضيوف.
بلغ عدد أروقة الأزهر تسعة وعشرين «29» رواقا أنشأها السلاطين والأمراء والعظماء، وخصص معظمها للطلاب الفقراء والمنقطعين لطلب العلم وكان معظمهم من الأغراب الذين لا مأوى لهم، وبعضها خصص لأهل مصر خاصة من طلاب الريف الذين لا سكن لهم بالقاهرة.
ولعل من أدلة اجتذاب الأزهر الشريف كبار علماء وطلاب بلاد الإسلام، دون تمييز عنصري أو طبقي، تخصيص الأروقة وفق مناطق المصريين وأقاليم الطلاب الوافدين. وبسبب تجاور الأروقة وتزاحمها، نظمت العلاقات بينها بشروط وأنظمة تسري على الجميع، منها سفر الطلاب وإجازتهم، والمسامحة، والتغيب عن الدراسة، وتوزيع الجراية، والانتظار حتى يشغر مكان بالرواق، والتأديب حال الإخلال بأنظمة الأروقة أو حال الخروج على الأعراف المتفق عليها والمعلومة مسبقا.
وكان لكل رواق شيخاً يعتبر بمثابة رئيس ومدير لمصالح الرواق، يعاونه وكيل يقوم مقامه في غيبته، كما يساعدهما نقيب الرواق، وهو من الطلاب القدامى ويتولى توزيع الجراية والغياب والحضور وغير ذلك، وهناك شاهد الوقف وجابي الوقف وسقاء وملاء وفراشين وخدم ليقوموا برعاية طلاب العلم.

## أروقة أهل مصر

### رواق الزراقنةالريافة
مخصص لأهل ريف مصر، وهو رواق كبير من الأروقة القديمة,ويدعي رواق الزراقنة وكان شيخه القائم عليه السيد المرسي الزرقاني وكان يدرس الفقه المالكي.

### رواقالبحاروة
لأهل الوجه البحرى، ويقع على شمال باب المزينين ويفتح بابه على صحن الجامع، ولم يعد لهذا الرواق وجود، حيث هدم وانتقل طلابه إلى الرواق العباسي.

### رواقالصعايدة
لعله أشهرها جميعا، وهو على يمين الداخل من باب الصعايدة، من إنشاء الأمير عبدالرحمن كتخدا، الذي بني له مدفن في الدور الأول تحت هذا الرواق.

### رواقالشراقوة
لأهل الشرقية، أنشأه الوالي إبراهيم بك الجركسى، محبة في شيخ الإسلام عبد الله الشرقاوى، وتخليدا لذكراه، ويسكنه مجاورو الشرقية الفقراء ويقع في النهاية البحرية من المقصورة القديمة.

### رواقزاوية العميان
خارج المدرسة الجوهرية في الجانب الثانى من الحارة، بينهما ممر من الحجر يمشى عليه المتوضئون من ميضاتها، أنشأه الأمير عثمان كتخدا.

### رواقالفشنية
خاص بسكن المجاورين من منطقة الفشن (أحد مراكز بنى سويف)

### رواقالفيمةأوالفيومية
لأهل الفيوم. يقع بين رواق البحاورة ورواق الشنوانية في الزاوية الشرقية من الصحن.

### رواقالشنوانية
ويعرف أيضا برواق الأجاهرة أو رواق المنايفة، ويقع بجوار رواق الفيومية، وقد خصص لأهل الأجاهرة، من جنوب الدلتا، وشنوان قرية تبعد ستة كيلومترات عن شبين الكوم.

### رواقالحنفية
يقع بين رواق الفشنية والشنوانية وكان بابه إلى الصحن، يدخل منه في سرداب ضيق طويل.

### رواقالحنابلة
يقع بجوار زاوية العميان أنشأه الأمير عثمان كتخدا، ويحتوى على مساكن علوية جددها الأمير راتب باشا، وأجرى على أهل هذا الرواق مرتبات عظيمة، وهو خاص بالفقهاء الحنابلة.

### الرواق العباسي
أنشأه الخديو عباس حلمى الثاني، وتم بناؤه في عهد مشيخة الشيخ حسونة النواوي للأزهر، واحتفل بافتتاحه سنة 1315هـ - 1897م.

### رواق الأقباط
كان مخصصا للطلبة المصريين الأقباط من دارسي اللغة العربية والعلوم الشرعية ومنهم من تبوأ مناصب كبيرة في الدولة بعد ذلك مثل وزير صلاح الدين الأيوبي.

## أروقة الوافدين

### رواقالحرمين
أو المكاوية، ويقع على يمين الذاهب إلى المنبر السالك من باب الصعايدة ويسكنه طلبة مكة المشرفة وسائر جهات الحجاز بما فيها المدينة المنورة والطائف وغيرها، ويحتوى على قاعة سفلية وثلاث حجرات علوية.

### رواقالبرابرة
من شمال الداخل من باب المقصورة الشرقى (باب الشوربة وهو مجرد مخزن دواليب، وكان يسكن به أهل تشاد وما جاور بحيرة تشاد).

### رواقالسنارية
لأهل طلبة السودان وما جاوره غربا ويعد من أشهر أروقة الأزهر.

### رواقالشوام
أنشأه السلطان قايتباى، وكان على يمين الداخل من باب رواق الشوام، وقد زاد فيه الأمير عثمان كتخدا، ثم الأمير عبد الرحمن كتخدا، حتى أصبح أكبر من رواق الصعايدة الذي أنشأه هو.

### رواقالمغاربة
بالجانب الغربى من صحن الجامع، مكتوب على بابه ((أمر بتجديده مولانا وسيدنا السلطان الملك الأشرف قايتباى على يد الخواجة مصطفى بن الخواجة محمود غفر الله لهما))، وهو من الأروقة الكبيرة المهمة، وبه مساكن علوية وكانت فيه بئر ومطبخ وحنفية داخلية، وبه خزانة كتب كبيرة، ويستحق أوقاف هذا الرواق كل مجاور من بلاد المغرب العربي (المغرب والجزائر وتونس وليبيا وموريتانيا) وكان لهذا الرواق بواب، وكاتب يتولى إثبات الحاضرين والغائبين والمسافرين وغيرهم، وشيخ ونقيب.

### رواق الجوهرية
«نسبة إلى المدرسة الجوهرية» ويقيم به طلبة هذه المدرسة، المرتبون بها، وقد كانت هذه المدرسة إلى وقت قريب مكانا لتدريس الخطوط العربية.

### رواقدكارنةصليح
لأهل إقليم بحيرة تشاد والتكرور وغيرها، ويجاور رواق الشراقوة، وهو مجرد مخزن دواليب وكان يسكن به أهل تشاد وماجاور بحيرته.

### رواقالأكراد
ويقيم به طلاب المنطقة الكردية على يمين الداخل من باب المزينين بجوار رواق اليمينة.

### رواقالهنود
ويقيم به الطلبة من شبه القارة الهندية، ويقع على يمين الداخل من باب المزينين بالجامع الأزهر.

### رواقالبغادة
أو البغداديين ويقيم به أبناء العراق، ويقع أعلى رواق الهنود وكان يشتمل على مسكنين ومطبخ وبيت خلاء.

### رواقالبرنية
ويقيم به أهل برنو (دولة برنو) إقليم غرب أفريقيا، ويقع بين رواق الأتراك ورواق اليمنية، وهو محل أرضى صغير، كان جزءا من رواق الأتراك.

### رواقاليمنية
لأهل جنوب الجزيرة العربية، بجوار رواق البرنية، وله باب على الرحبة المسقوفة خارج باب الأتراك.

### رواقالأتراك
أو رواق الأروام يقع على يسار الداخل من باب المغاربة وإلى يمين الداخل من باب المزينين، وله باب مجاور لباب رواق المغاربة، كما أن له باباً آخر على صحن الجامع، ويحتوي على ستة عشر عمودا من الرخام، واثني عشر مسكنا علويا، وكان فيه خزانة كتب كبيرة تضم عددا وافرا من أمهات الكتب من مصادر ومراجع، والتي بلغ عددها (5051)، وقد أنشأ رواق الأتراك السلطان الأشرف أبو النصر قايتباي، وكان الرواق مخصصاً للطلاب الوافدين من تركستان، ووسط آسيا وغرب آسيا، وكذلك من ألبانيا وبعض بلاد البلقان.

### رواقالأفغان
أو رواق السليمانية، أنشأه الأمير عثمان كتخدا القازدغلي المتوفى سنة 1149هـ/1736م، وهو من أتباع حسن جاويش القازدغلي، ووالد عبد الرحمن كتخدا، ويقع بين باب الشوام ورواق جاوة، وكان به خمسة مساكن وخزانة كتب كبيرة، لها قيم، ومن شيوخه الشيخ جان محمد الأغوانى وأهله قليلون ومرتبهم من الجراية كل يومين أربعون رغيفاً. وقد ضم رواق السليمانية حاليًا إلى ساحة الجامع.